# Лансон-Прованс
Лансон-Прованс или Ланкон-Прованс (фр. Lançon-Provence) — коммуна на юго-востоке Франции в регионе Прованс — Альпы — Лазурный Берег, департамент Буш-дю-Рон, округ Экс-ан-Прованс, кантон Бер-л’Этан.
Площадь коммуны — 68,92 км², население — 7530 человек (2006) с выраженной тенденцией к росту: 8473 человека (2012), плотность населения — 122,9 чел/км².

## Население
Население коммуны в 2011 году составляло 8399 человек, а в 2012 году — 8473 человека.
| 1962 | 1968 | 1975 | 1982 | 1990 | 1999 | 2006 | 2007 | 2011 | 2012 |
| ---- | ---- | ---- | ---- | ---- | ---- | ---- | ---- | ---- | ---- |
| 1664 | 2018 | 2743 | 3990 | 6224 | 6688 | 7530 | 7674 | 8399 | 8473 |

Динамика населения:

## Экономика
В 2010 году из 5560 человек трудоспособного возраста (от 15 до 64 лет) 4217 были экономически активными, 1343 — неактивными (показатель активности 75,8%, в 1999 году — 66,4%). Из 4217 активных трудоспособных жителей работали 3829 человек (2037 мужчин и 1792 женщины), 388 числились безработными (178 мужчин и 210 женщин). Среди 1343 трудоспособных неактивных граждан 375 были учениками либо студентами, 382 — пенсионерами, а ещё 586 — были неактивны в силу других причин.
На протяжении 2010 года в коммуне числилось 3162 облагаемых налогом домохозяйства, в которых проживало 8701,5 человек. При этом медиана доходов составила 22 тысячи 138 евро на одного налогоплательщика.